# Luca Tedeschi
Luca Tedeschi (Bologna, 27 febbraio 1987) è un calciatore italiano, difensore della Vignolese.

## Carriera

### Club
Cresce calcisticamente nel Bologna, squadra della sua città, con la quale debutta in Serie A il 10 novembre 2004 in occasione di Inter-Bologna (2-2).
In seguito gioca in Serie C1 per una stagione da titolare in prestito alla Cremonese. L'estate successiva il Treviso acquista il giocatore in comproprietà ma visto lo scarso utilizzo, già a gennaio lo cede in prestito allo Spezia con cui esordisce in Serie B.
Rinnovata la comproprietà con i felsinei, Tedeschi passa in prestito alla Ternana in Prima Divisione. Al termine della stagione il giocatore è interamente riscattato dal Treviso ma si ritrova svincolato a causa del fallimento della società veneta. Decide quindi di proseguire con la squadra umbra che ne acquisisce il cartellino in comproprietà con il Parma. Il successivo giugno i ducali rilevano anche la seconda metà cedendola contestualmente al Crotone, in Serie B.
Nell'estate 2012 la comproprietà viene risolta a favore del Parma che lo cede a titolo temporaneo alla Cremonese.
Nel 2013 il Parma lo cede in prestito al Grosseto, dove però trova pochissimo spazio. Disputa la seconda parte di stagione all'AlbinoLeffe.
Nell'agosto del 2014 passa al Cosenza a titolo definitivo con cui giocherà il campionato di Lega Pro Unica. Resta in Calabria fino al 2017 totalizzando 99 presenze e 4 gol. Passa poi al Catania, sempre in Lega Pro, mentre nel 2018 indossa la maglia della Pro Vercelli. Nel 2019 passa alla Carrarese, ancora in Lega Pro.
Dopo 2 anni alla Carrarese rimane svincolato e, il 5 ottobre 2021, firma un contratto annuale con il Renate.

## Statistiche

### Presenze e reti nei club
Statistiche aggiornate al 9 maggio 2022.
| Stagione         | Squadra          | Campionato       | Campionato | Campionato | Coppe nazionali | Coppe nazionali | Coppe nazionali | Coppe continentali | Coppe continentali | Coppe continentali | Altre coppe | Altre coppe | Altre coppe | Totale | Totale |
| Stagione         | Squadra          | Comp             | Pres       | Reti       | Comp            | Pres            | Reti            | Comp               | Pres               | Reti               | Comp        | Pres        | Reti        | Pres   | Reti   |
| ---------------- | ---------------- | ---------------- | ---------- | ---------- | --------------- | --------------- | --------------- | ------------------ | ------------------ | ------------------ | ----------- | ----------- | ----------- | ------ | ------ |
| 2004-2005        | Bologna          | A                | 1          | 0          | CI              | 0               | 0               | -                  | -                  | -                  | -           | -           | -           | 1      | 0      |
| 2005-2006        | Bologna          | B                | 0          | 0          | CI              | 0               | 0               | -                  | -                  | -                  | -           | -           | -           | 0      | 0      |
| Totale Bologna   | Totale Bologna   | Totale Bologna   | 1          | 0          |                 | 0               | 0               |                    | -                  | -                  |             | -           | -           | 1      | 0      |
| 2006-2007        | Cremonese        | C1               | 30         | 0          | CI+CI-C         | 2+1             | 0               | -                  | -                  | -                  | -           | -           | -           | 33     | 0      |
| 2007-gen. 2008   | Treviso          | B                | 0          | 0          | CI              | 0               | 0               | -                  | -                  | -                  | -           | -           | -           | 0      | 0      |
| gen.-giu. 2008   | Spezia           | B                | 16         | 0          | CI              | -               | -               | -                  | -                  | -                  | -           | -           | -           | 16     | 0      |
| 2008-2009        | Ternana          | 1D               | 26         | 0          | CI-LP           | 1               | 0               | -                  | -                  | -                  | -           | -           | -           | 27     | 0      |
| 2009-2010        | Ternana          | 1D               | 27         | 0          | CI+CI-LP        | 0               | 0               | -                  | -                  | -                  | -           | -           | -           | 27     | 0      |
| Totale Ternana   | Totale Ternana   | Totale Ternana   | 53         | 0          |                 | 1               | 0               |                    | -                  | -                  |             | -           | -           | 54     | 0      |
| 2010-2011        | Crotone          | B                | 13         | 2          | CI              | 1               | 0               | -                  | -                  | -                  | -           | -           | -           | 14     | 2      |
| 2011-2012        | Crotone          | B                | 25         | 0          | CI              | 2               | 0               | -                  | -                  | -                  | -           | -           | -           | 27     | 0      |
| Totale Crotone   | Totale Crotone   | Totale Crotone   | 38         | 2          |                 | 3               | 0               |                    | -                  | -                  |             | -           | -           | 41     | 2      |
| 2012-2013        | Cremonese        | 1D               | 25         | 0          | CI+CI-LP        | 1+2             | 0               | -                  | -                  | -                  | -           | -           | -           | 28     | 0      |
| Totale Cremonese | Totale Cremonese | Totale Cremonese | 55         | 0          |                 | 6               | 0               |                    | -                  | -                  |             | -           | -           | 61     | 0      |
| 2013-gen. 2014   | Grosseto         | 1D               | 2          | 0          | CI+CI-LP        | 0+4             | 0               | -                  | -                  | -                  | -           | -           | -           | 6      | 0      |
| gen.-giu. 2014   | AlbinoLeffe      | 1D               | 10+1       | 0          | CI+CI-LP        | -               | -               | -                  | -                  | -                  | -           | -           | -           | 11     | 0      |
| 2014-2015        | Cosenza          | LP               | 32         | 0          | CI+CI-LP        | 0+6             | 0               | -                  | -                  | -                  | -           | -           | -           | 38     | 0      |
| 2015-2016        | Cosenza          | LP               | 32         | 2          | CI+CI-LP        | 2+1             | 0               | -                  | -                  | -                  | -           | -           | -           | 35     | 2      |
| 2016-2017        | Cosenza          | LP               | 35+4       | 2          | CI+CI-LP        | 2+1             | 0               | -                  | -                  | -                  | -           | -           | -           | 42     | 2      |
| Totale Cosenza   | Totale Cosenza   | Totale Cosenza   | 99+4       | 4          |                 | 12              | 0               |                    | -                  | -                  |             | -           | -           | 115    | 4      |
| 2017-2018        | Catania          | C                | 27+2       | 1          | CI-C            | 3               | 1               | -                  | -                  | -                  | -           | -           | -           | 32     | 2      |
| 2018-2019        | Pro Vercelli     | C                | 17+2       | 1          | CI-C            | 1               | 0               | -                  | -                  | -                  | -           | -           | -           | 20     | 1      |
| 2019-2020        | Carrarese        | C                | 23+2       | 2          | CI-C+CI         | 1+2             | 0               | -                  | -                  | -                  | -           | -           | -           | 28     | 2      |
| 2020-2021        | Carrarese        | C                | 3          | 0          | CI              | -               | -               | -                  | -                  | -                  | -           | -           | -           | 3      | 0      |
| Totale Carrarese | Totale Carrarese | Totale Carrarese | 26+2       | 2          |                 | 3               | 0               |                    | -                  | -                  |             | -           | -           | 31     | 2      |
| 2021-2022        | Renate           | C                | 12         | 0          |                 | -               | -               | -                  | -                  | -                  | -           | -           | -           | 12     | 0      |
| Totale carriera  | Totale carriera  | Totale carriera  | 356+11     | 10         |                 | 32              | 1               |                    | -                  | -                  |             | -           | -           | 400    | 11     |

## Palmarès

### Club

#### Competizioni nazionali
- Coppa Italia Lega Pro: 1

Cosenza: 2014-2015